# کارل دهم گوستاو
کارل دهم گوستاو Charles X Gustav ‏ (۸ نوامبر ۱۶۲۲ – ۱۳ فوریه ۱۶۶۰) شاه سوئد از ۱۶۵۴ میلادی تا هنگام مرگش بود. او پسر ژان کازیمیر کنت پالاتین و کاترین سوئد بود. پس از مرگ پدرش، او به عنوان دوک پالاتین منصوب شد. او با هدویگ الیونورا هولشتاین-گوتورپ ازدواج کرد و تنها پسرش به نام شارل به دنیا آمد که بعدها کارل یازدهم سوئد گشت. کارل گوستاو دومین شاه سوئد از خاندان ویتلزباخ پس از کریستوفر بایرن (۱۴۴۱-۱۴۴۸) بود. او سوئد را طی دومین جنگ شمالی رهبری کرد و با موفقیت قلمرو امپراتوری سوئد را گسترش بخشید.